# سد شورينجي
سد شورينجي (سد شورينجي، سد شورينجي) هو سد في ناباري، محافظة ميه، اليابان، تم الانتهاء منه في عام 1970. يقع على بعد حوالي 2 ميل غرب سد هيناتشي، والذي يقع في الواقع على فرع مختلف من نهر ناباري. 